# ホヴァンスコエ墓地
座標: 北緯55度36分41.46秒 東経37度26分51.46秒 / 北緯55.6115167度 東経37.4476278度

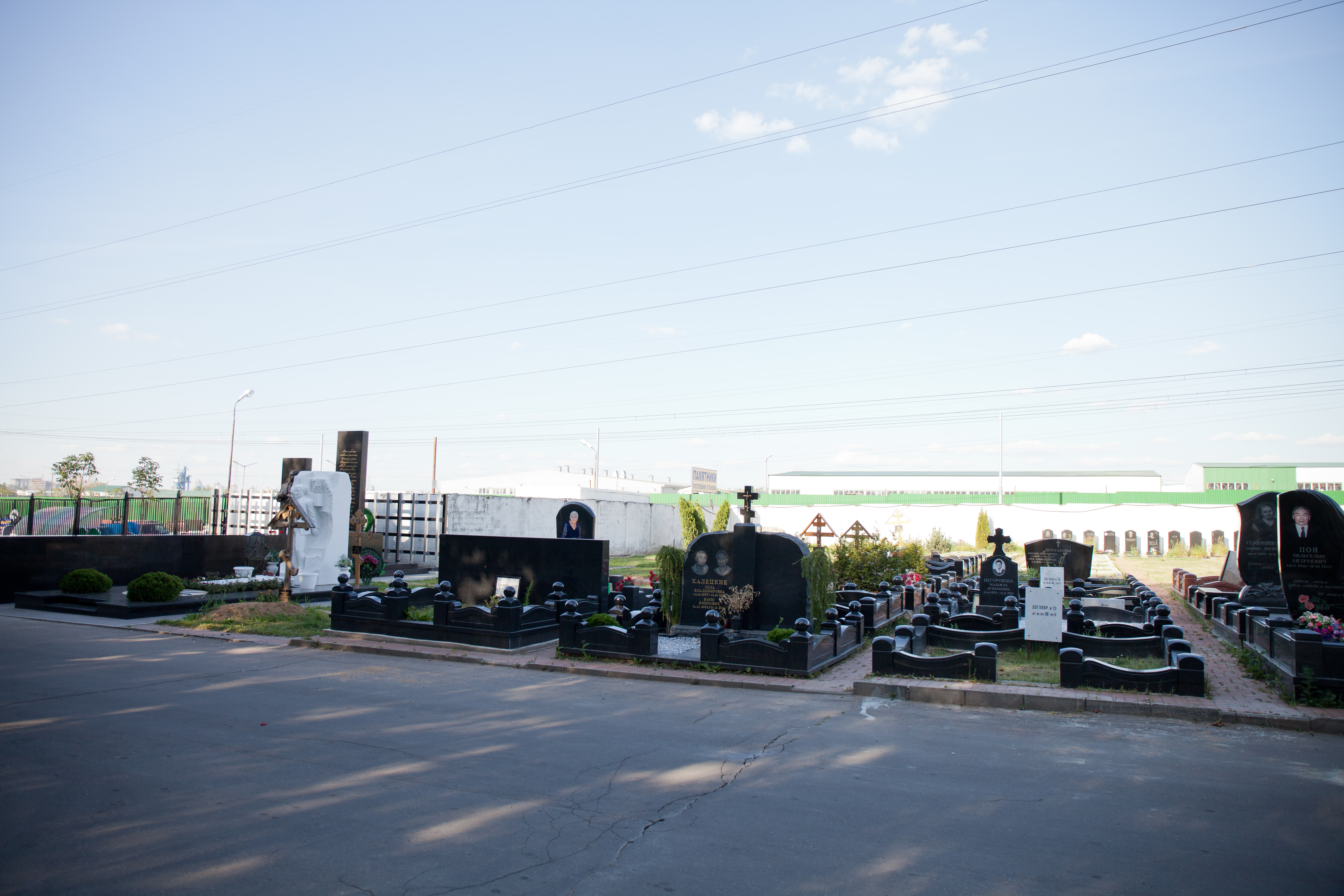
ホヴァンスコエ墓地（モスクワ）にて

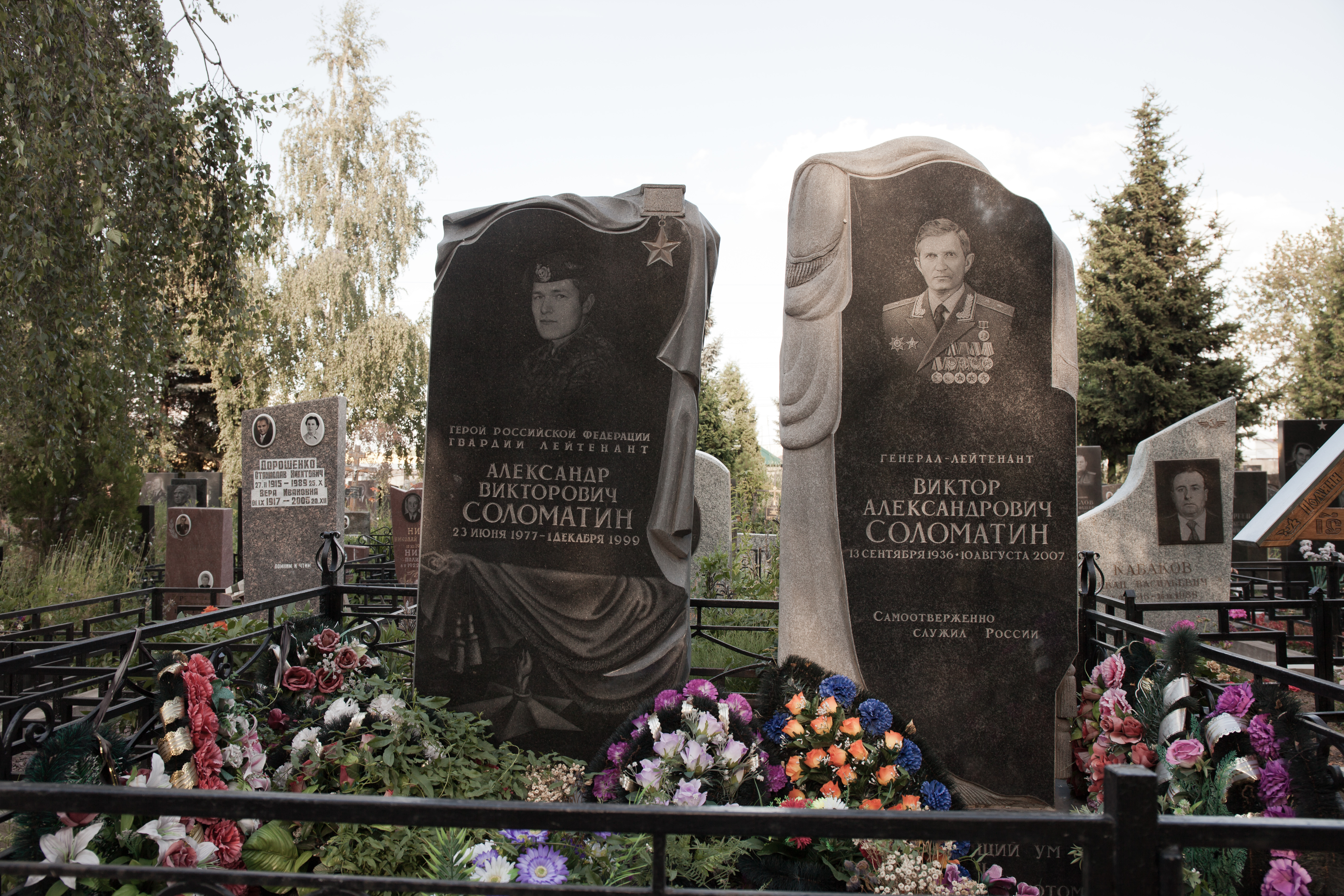
コロマンティン兄弟の墓

ホヴァンスコエ墓地（ホヴァンスコエぼち、ロシア語: Хованское кладбище、英語: Khovanskoye Cemetery）はニコロ・ホヴァンスコエ墓地（Николо-Хованское кладбище）としても知られ、ロシア・モスクワにある大規模で、しかも拡大が続いている墓地である。

## 概要
ホヴァンスコエ墓地モスクワ環状道路の外側で南、モスクワ州レーニンスキー地区（Ленинский район）にあり、モスクワ市中心部のレーニンスキー大通りから続くキエフ街道の21キロ標識の近くの、モスレントゲンとニコロ・ホヴァンスコエの両集落にある。
この墓地は、面積1,970,000平方メートルを超えるヨーロッパ最大の墓地で、内部は3つの部分に分かれている。ホヴァンスコエ「中央墓地」は1972年に設立され、877,200平方メートルで、「北墓地」は1978年に設立され、600,000平方メートルで、「西墓地」は1992年に設立され、501,200平方メートルである。ロシア正教会の礼拝堂が墓地の敷地内にあり、総主教アレクシー2世がパニヒダ（永眠者への祈り）に訪れたこともある。1988年に火葬場が建設された。
2016年5月14日、この墓地を管理するタジク人移民労働者の3人が、何百人もの若い北コーカサスの無頼漢たちとの争いでここで亡くなる事件があった。ロシアの検察官によると、この争いはモスクワ市の埋葬サービスに関して、墓地で毎月2,000万ルーブルの墓地事業を管理するので、元モスクワ警察官ニキータ・モシェンコとユーリー・チャブエフの争いの結果であった。 

## 埋葬された人々
詳細はロシア語Похороненные на Хованском кладбище（当墓地に埋葬された人々）を参照

- ルスラナ・コルシュノワ
- ドミトリー・ブイストロレトフ
- イワン・サフロノフ

## 参照項目
- ロシアの日本人墓地